# Monument de la Colonie française au centenaire du Chili
Le monument de la Colonie française au centenaire du Chili (ou aussi appelé le « monument à la Gloire ») est un mémorial qui a été donné en 1910 par le résident de la communauté française au Chili au peuple chilien lors de la célébration du centenaire de l’indépendance du Chili, et grâce au bon accueil et à la réception subséquente des immigrants français est arrivé dans le pays sud-américain[pas clair]. Le monument est situé dans le Parque Forestal (parc forestier) de Santiago du Chili, en face du musée national des Beaux-Arts. La conception de la sculpture est une allégorie de la liberté de la République chilienne.